# L'Anniversaire de Bob
Pour plus de détails, voir Fiche technique et Distribution.
L'Anniversaire de Bob (Bob's Birthday) est un court métrage d'animation canadien réalisé par Alison Snowden et David Fine, sorti en 1993 et ayant remporté l'Oscar du meilleur court métrage d'animation.

## Synopsis
Pilote de la série Bob and Margaret (en), c'est une vision humoristique de l'impact du 40e anniversaire de Bob sur sa crise de la quarantaine.

## Fiche technique
- Titre : L'Anniversaire de Bob
- Titre original : Bob's Birthday
- Réalisation : Alison Snowden et David Fine
- Production : Channel 4, Office national du film du Canada
- Musique : Patrick Godfrey
- Durée : 12 minutes
- Date de sortie : 1993

## Distribution
- Andy Hamilton : Dr. Bob Fish, DDS (voix)
- Harry Enfield (voix)
- Alison Snowden : Margaret Fish (voix)
- Andrew MacLachlan (voix)
- Tessa Wojtczak (voix)

## Distinction
- Oscar du meilleur court métrage d'animation[2].
- Prix du court métrage, Festival international du film d'animation d'Annecy[1].
- Prix Animé 1994 décerné par le public au meilleur film d'animation du festival, Festival du cinéma international en Abitibi-Témiscamingue[1].